# Saint-Marcel-Campes
Saint-Marcel-Campes is een gemeente in het Franse departement Tarn (regio Occitanie) en telt 222 inwoners (1999). De plaats maakt deel uit van het arrondissement Albi.

## Geografie
De oppervlakte van Saint-Marcel-Campes bedraagt 22,2 km², de bevolkingsdichtheid is 10,0 inwoners per km².
De onderstaande kaart toont de ligging van Saint-Marcel-Campes met de belangrijkste infrastructuur en aangrenzende gemeenten.

## Demografie
Onderstaande figuur toont het verloop van het inwonertal (bron: INSEE-tellingen).
1. ↑  Populations de référence 2022.